# Love Sex Magic
Singles de Ciara
Never Ever
(2009) Like a Surgeon
(2009)
Singles par Justin Timberlake
Dead and Gone
(2009) Carry Out
(2009)
Love Sex Magic est une chanson de la chanteuse  américaine Ciara en duo avec le chanteur Justin Timberlake. La chanson issue de son troisième album studio Fantasy Ride est sortie officiellement en tant que single le 13 mars 2009 aux États-Unis. Le morceau a été écrit par Justin Timberlake, James Fauntleroy II, Robin Tadross, Mike Elizondo et produit par The Y's, Mike Elizondo.

## Liste des pistes
| - CD maxi single en Allemagne 1. Love Sex Magic (Main Version) – 3:40 2. Love Sex Magic (Instrumental) – 3:40 3. Love Sex Magic (PokerFace Club Mix) – 4:19 4. Love Sex Magic (Jason Nevins Sex Club Radio Mix) – 3:28 5. Love Sex Magic (Video) – 3:40 | - CD single en Europe 1. Love Sex Magic (Main Version) – 3:40 2. Go Girl (featuring T-Pain) (Main Version) – 4:29 |

## Crédits et personnels
- Enregistrement – Henson Recording Studios, Los Angeles, Californie
- Auteur-compositeur – Ciara Harris, Justin Timberlake
- Réalisateur artistique – Justin Timberlake, James Fauntleroy, Robin Tadross, Mike Elizondo
- Ingénieur du son – James Fauntleroy, Robin Tadross, Justin Timberlake
- Mixage audio – Spike Stent

Crédits extraits du livret de l'album Fantasy Ride, LaFace Records.

## Classements et certifications
| Classement (2009)                       | Meilleure position |
| --------------------------------------- | ------------------ |
| Allemagne (Media Control AG)            | 7                  |
| Australie (ARIA)                        | 5                  |
| Autriche (Ö3 Austria Top 40)            | 17                 |
| Belgique (Flandre Ultratop 50 Singles)  | 19                 |
| Belgique (Wallonie Ultratop 50 Singles) | 33                 |
| Canada (Hot 100)                        | 6                  |
| Danemark (Tracklisten)                  | 12                 |
| États-Unis (Hot 100)                    | 10                 |
| États-Unis (Dance Club Songs)           | 18                 |
| États-Unis (R&B/Hip-Hop Songs)          | 83                 |
| États-Unis (Pop Airplay)                | 14                 |
| Europe (Hot 100)                        | 6                  |
| France (SNEP)                           | 8                  |
| Hongrie (Rádiós Top 40)                 | 11                 |
| Irlande (IRMA)                          | 4                  |
| Japon (Hot 100)                         | 15                 |
| Nouvelle-Zélande (RMNZ)                 | 6                  |
| Pays-Bas (Nederlandse Top 40)           | 26                 |
| Pays-Bas (Single Top 100)               | 41                 |
| Royaume-Uni (UK Singles Chart)          | 5                  |
| Royaume-Uni (UK R&B Chart)              | 1                  |
| Suède (Sverigetopplistan)               | 4                  |
| Suisse (Schweizer Hitparade)            | 11                 |

| Classement (2009) | Position |
| ----------------- | -------- |
| Australie         | 46       |
| Hongrie           | 58       |
| Suisse            | 86       |
| Royaume-Uni       | 53       |

| Pays                     | Certifications | Ventes |
| ------------------------ | -------------- | ------ |
| Australie (ARIA)         | Platine        | 70 000 |
| Nouvelle-Zélande (RIANZ) | Or             | 7 500  |

## Historique de sortie
| Région      | Date          | Format                    | Label         |
| ----------- | ------------- | ------------------------- | ------------- |
| États-Unis, | 3 mars 2009   | Diffusion radio           | LaFace, Zomba |
| États-Unis, | 13 mars 2009  | Téléchargement digital    | LaFace, Zomba |
| Japon       | 8 avril 2009  | Téléchargement digital    | LaFace, Zomba |
| Allemagne   | 17 avril 2009 | Téléchargement digital    | LaFace, Zomba |
| Allemagne   | 1er mai 2009  | CD single, CD maxi single | LaFace, Zomba |
| Europe      | 13 mai 2009   | CD single                 | LaFace, Zomba |